# Средњовековна испосница Русеница
Средњовековна испосница Русеница се налази у Мушутишту, насељеном месту на територији општине Сува Река, на Косову и Метохији. Представља непокретно културно добро као споменик културе.
Средњовековна испосница Русеница сведочи о живом анахоретском центру током 14. века и касније, поред Матоских испосница. Смештена у планини Русеници, изнад манастира Свете Тројице. У стену уклесане степенице, воде до светилишта које је имало два нивоа и неколико засебних одељења, што је било постигнуто делимичним зазиђивањем и клесањем природног отвора пећине.

## Основ за упис у регистар
Решење Покрајинског завода за заштиту споменика културе у Приштини, бр. 773 од 1. 11. 1966. г. Закон о заштити споменика културе (Сл. гласник СРС бр. 3/66).